# Vreloto-barlang
A Vreloto-barlang (bolgárul: Врелото) Bulgáriában, a Vitosa-hegységben található, Pernik város közelében. A barlang hossza 5280 méter, a szintkülönbség benne 85 méter. A bejárata egy meglehetősen szűk, 7 méter mély ásott aknában van. A barlang kutatását nehezíti a bejárat jellege és a barlangban található szifonok igen nagy száma. Nehezen járható. Akadályok sokasága tornyosul a barlangászok előtt: diaklázisok (kőzethasadékok), lépcsők, küszöbök, igen meredek szakaszok. A barlangban ásási tilalom van, a területen lévő víztestet ugyanis védelem alá helyezték. A Vreloto-barlangban sok szép képződmény található.

## Fordítás
- Ez a szócikk részben vagy egészben  a(z)   Врелото című bolgár Wikipédia-szócikk fordításán alapul.  Az eredeti cikk szerkesztőit annak laptörténete sorolja fel. Ez a jelzés csupán a megfogalmazás eredetét és a szerzői jogokat jelzi, nem szolgál a cikkben szereplő információk forrásmegjelöléseként.